# Dianol
Dianol je organická sloučenina, syntetický nesteroidní estrogen; jedná se o dimer anolu. Společně s hexestrolem byla tato látka zodpovědná za mylně určené silné estrogenní účinky anolu.
I když se jedná o silný estrogen, tak je k pozorovatelné aktivitě potřeba dávka přibližně 100 μg, zatímco u hexestrolu postačuje 0,2 μg.